# インドの教育

インドの教育（インドのきょういく)は古くからの伝統を持つが、現在行われている教育は伝統的なものからかなり離れている。インドには、世界でも一定の評価を得ている大学がある一方で、識字率100%を目指した初等教育の試みは長い間の試練を経験している。貧しい子供たちを学校に継続して通わせる努力、そして非都市部における教育の水準を保つ努力が継続されてきた。しかし、初等教育における国民皆教育は、これをほぼ達成しているケーララ州を除き、全インド的に見れば達成は未だ困難な状況にある。このため、初等教育から高等教育まで、すべての水準の教育に政府が強力な財政的支援を行っている。

## 教育制度
インドの学校制度は、就学前教育（preprimary）、初等教育（primary）、前期中等教育（middle）、後期中等教育（secondary / high school）、高等教育（higher levels）に分けられている。就学前教育には下級幼稚園と上級幼稚園があり、基本的な読み書きが教えられる。初等教育を受け持つ小学校には、6歳から11歳までの児童が通っており、第1学年から第5学年により構成される。中等教育を受け持つ中学校には、11歳から14歳までの生徒が通い、第6学年から第8学年により構成されている。後期中等教育を受け持つ高等学校（secondary school / high  school）は、14歳から18歳までの生徒が通っており、第9学年から第12学年により構成されている。インドの高等教育は、インド技術学校などの専門学校、単科大学、総合大学により、分野を特化した教育を受ける機会が与えられている。
インドの学校は、以下の機関の管轄下にある。
- 後期中等教育中央審議会（The Central Board of Secondary Education / CBSE）
- インド学校認定試験協議会（The Council for the Indian School Certificate Examinations / CISCE）
- 各州政府

上記の管轄下にない学校として、インターナショナル・スクールが挙げられる。これは欧米の教育課程に沿った教育を施す学校であり、主に移民の子女やインドの裕福な家庭の子女が通っている。ただし、試験はCISCEの定めたものに合ったものが行われる。

### 初等教育・前期中等教育

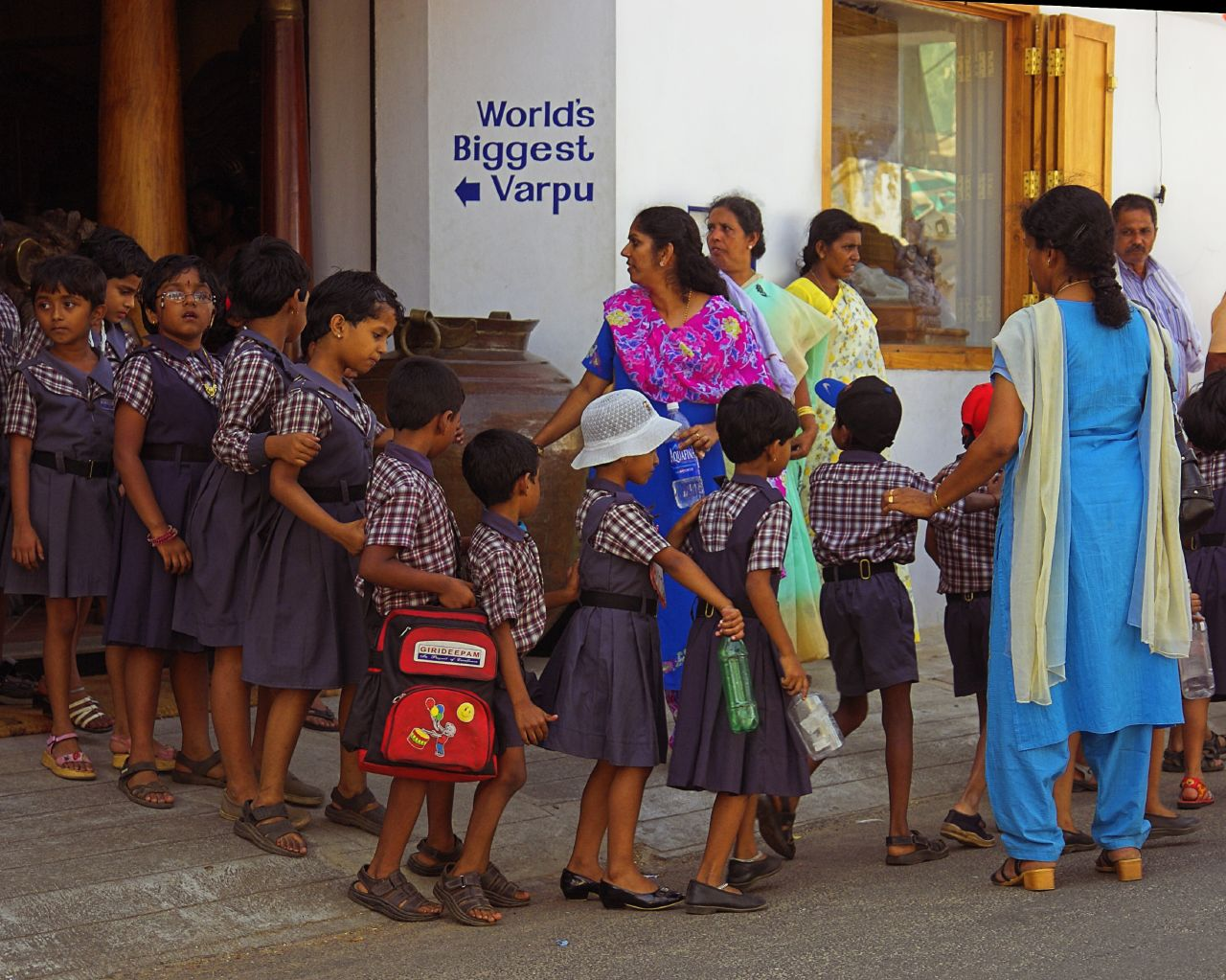
学校の子供たち（コーチ）

第八次五カ年計画において、初等教育の普及という目標は、「機会の普及」「継続の普及」「修学の普及」という三つの重点事項に分けて計画された。機会の普及とはどの子供にも教育を受ける機会が与えられるようにすること、継続の普及とは子供たちが継続して教育を受けるようにすること、修学の普及とは教育を継続して受けて課程の修了まで通学するようにすることである。この計画の結果、インドの非都市部において小学校および上級小学校の設置が行われ、2000年末には小学校が児童の自宅から1km以内にある比率が94%になり、また上級小学校が3km以内にある比率が84%になった。また、指定カーストや指定部族、そして女子の小学校および上級小学校への就学が、第一次五カ年計画当時に比べると劇的に改善した。1950年度に小学校へ就学する児童は310万人に過ぎなかったのに対し、1997年度には3950万人になった。また、小学校および上級小学校の数は、1950年度には22万3000校であったのに対し、1996年度には77万5000校となった。2002年度の6歳から14歳までの児童の就学率は82%であり、インド政府は2010年度までに100%を達成する計画である国民皆教育戦略（सर्व शिक्षा अभियान : Sarva Shiksha Abhiyan）を展開中である。
新学期は4月。但し実質的は4月〜5月は夏休みが入る為6月からの新学期となる。
この他にインド政府が採っている初等教育政策には、以下のようなものがある。
- 父と母の意識改革
- 地域の協力意識の醸成
- 経済的な支援策
- 必修学習水準の維持（Minimum Levels of Learning / MLL）
- 県自治体初等教育計画の作成（District Primary Education Programme / DPEP）
- 初等教育における栄養摂取支援国家計画の実行（給食政策）
- 初等教育の権利および義務を明記する憲法改正案
- 初等教育の国の責任化
- インド政府人材開発相を座長とする各州教育相の全国会議の開催
- 情報媒体の普及支援策

### 後期中等教育
インドの主要都市には、国民の大多数である労働者の家庭を対象とした公立の高等学校が数多く設置されている。教育はその学校が設置されている地方の言葉により行われるが、特に大都市においては英語により授業が行われる学校もある。公立の高等学校は政府から充分な助成金を得ており、また教科書やノート、その他の文房具まで支給される場合もある。州が定める教育課程に従って教育が行われる。
一方、後期中等教育を行う私立の学校も、数多く存在する。この場合、州の教育課程に従う場合もあるが、何らかの国際的な資格基準に合った独自の教育課程を有するものもある。水準の高い高等学校は、修了すると多くの場合、国際バカロレア資格やAレベルなどの国際的な修了資格も取得できる。

### 高等教育

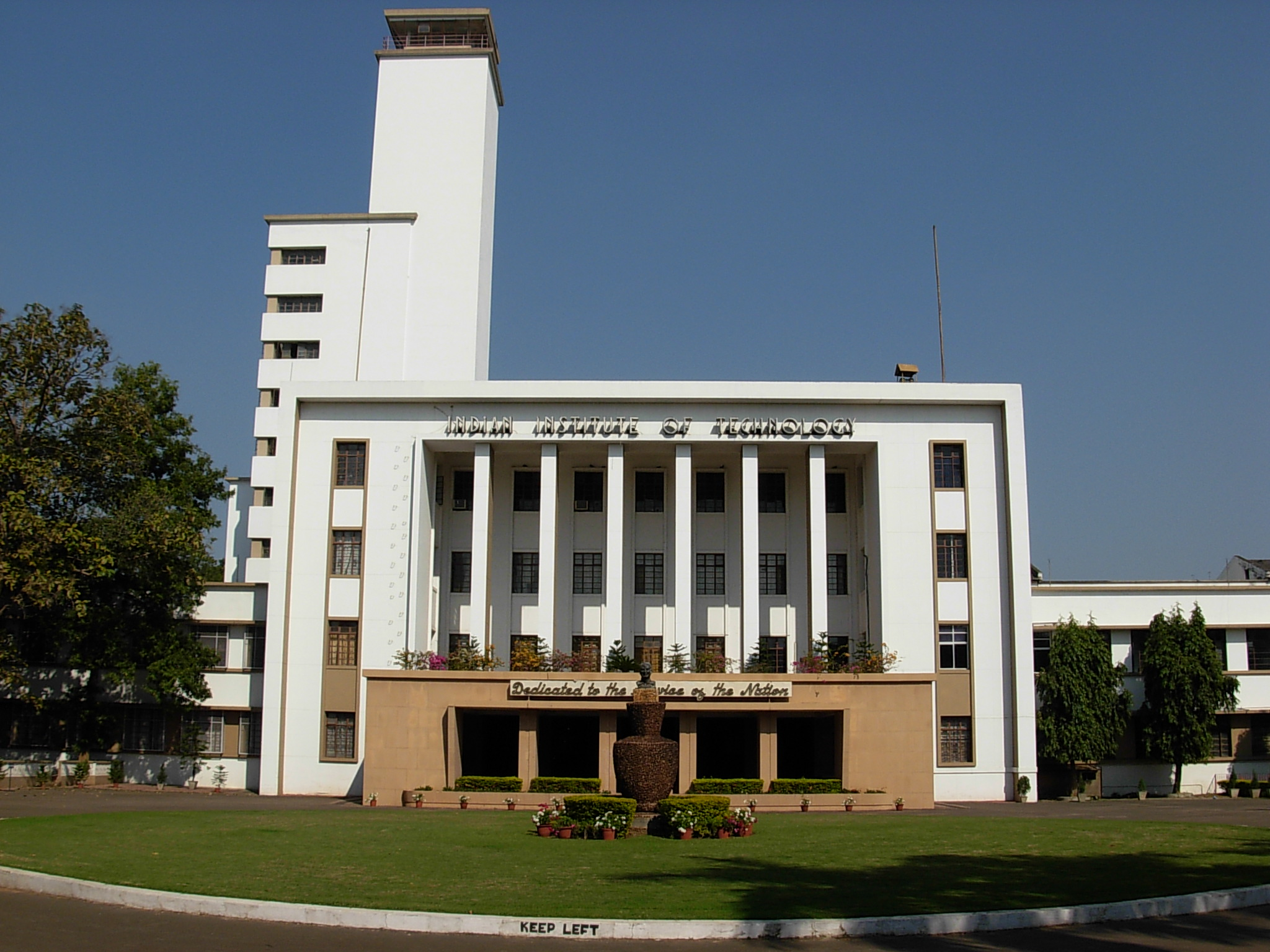
インド工科大学カラグプル校

インドの大学一覧は大学一覧のインドの項目を参照
インドにおいては、人材開発省の指導により、高等教育の整備が強力に促進され、組織された。「中央大学」（Central universities）と呼ばれる18の国立大学があり、その他の大学はほとんどが州立大学である。国立大学はインド政府の直接の管轄であり資金が比較的豊富に供給されるため、他の大学よりも重視され優位を占めている。私立学校も近年、果敢に高等教育に参入している。
国立のインド工科大学はインド内でも最高の評価を受ける高等教育機関であり、インド国内ではマサチューセッツ工科大学やカリフォルニア工科大学に匹敵すると自負される。また、インド国立法科大学はローズ奨学生を輩出する名門であり、全インド医科大学はインド国内で最高の医科大学と言われる。インド商科大学院やインド経営大学院なども評価が高い。

## 統計
| 種別                                                     | 該当者数    |
| -------------------------------------------------------- | ----------- |
| 総計                                                     | 502,994,684 |
| 学位に相当しない非技術系課程修了者                       | 386,146     |
| 学位に相当しない技術系課程修了者                         | 3,666,680   |
| 上級中等学校、中級学校、大学準備課程、後期中等学校修了者 | 37,816,215  |
| 大学入学資格者、中等学校修了者                           | 79,229,721  |
| 中学校修了者                                             | 90,226,846  |
| 小学校修了者                                             | 146,740,047 |
| 小学校以下                                               | 144,831,273 |
| その他                                                   | 97,756      |

| 学位         | 保持者数   |
| ------------ | ---------- |
| 総計         | 37,670,147 |
| 非技術系博士 | 6,949,707  |
| 非技術系学士 | 25,666,044 |
| 理学・工学   | 2,588,405  |
| 教育学       | 1,547,671  |
| 医学         | 768,964    |
| 農学・酪農学 | 100,126    |
| 獣医学       | 26,642     |
| その他       | 22,588     |

## 歴史

### 17世紀以前

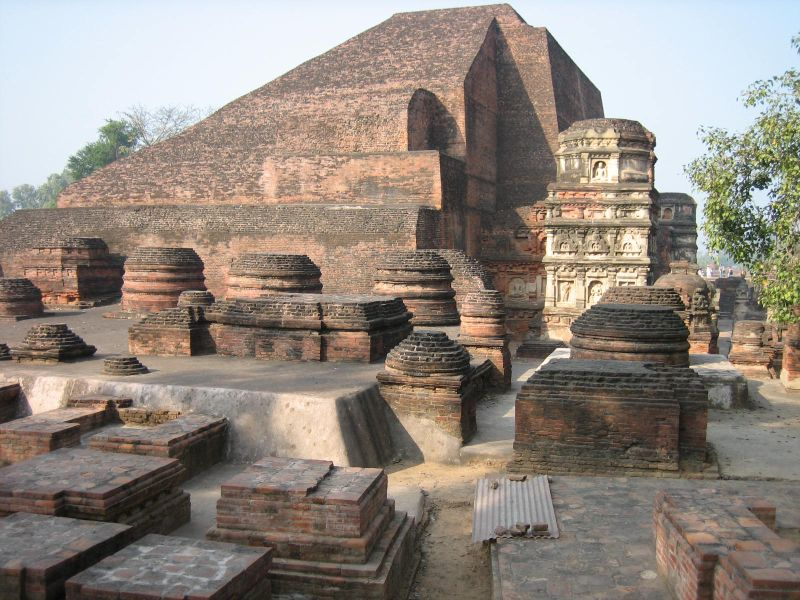
ナーランダー僧院跡

近代的な教育が行われる以前にも、インドにおいては各地で教育が行われていた。バラモンは紀元前1000年より前から、ヴェーダの学習を文字なしに暗誦して継承し続けた。その後発達した宗教・哲学・論理学・文学・文法学・法学・経済学・政治学・数学・天文学・医学・美術・建築などの多岐にわたる知識も、基本的に師匠から弟子へ、韻文に乗せられた知識を暗誦して代々伝える形式の教育が、20世紀に入っても行われ、21世紀に入った現在でも僅かながら続けられていて、インドにおいては近代科学の知識以外については、この形式の教育を受けた者たちの博学さは他の追随を許さない。
より大規模に行われる教育は、インドでは仏教の精舎のようなものが起源である。日本でも知られる祇園精舎はこれの一つであり、学校ではないが、家を出て知恵を求める修行者たちが集まって居住し、師の教えである説法を聞きながら、修行生活を営んだ。後には大寺院において学校のような組織が作られたと考えられ、玄奘も北インドのナーランダー僧院に学んだ学生の一人であった。ヒンドゥー教の僧院は、8世紀前半のヴェーダーンタ学派の大哲学者シャンカラが初めて創設したと言われ、宗教・哲学などの知識継承の拠点となって現代にも受け継がれている。
学校のような組織は上記のナーランダーのほか、仏教では1203年にイスラム教徒の軍勢により破壊されたヴィクラマシーラ僧院があり、他に医学の研究が盛んであったタクシラー、天文学の研究が盛んであったウッジャイニー（現ウッジャイン）などにもあったことが分かっている。

### 大英帝国支配下

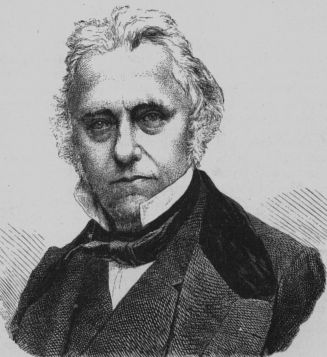
マコーリー

18世紀には、多くの宗教の寺院・モスクなどの施設や大きな村に学校があり、インド全土に普及していたことが、英国側の記録に残っている。読み書き、算数、神学、法学、天文学、形而上学、倫理、医学、宗教について教育が行われていたようである。さまざまな階層の学童がいたことも記録されている。
　1813年､英領インドの初代総督ウォーレン・ヘースティングズ はインド人は一般に｢どの国の国民よりも､読み書きと算術の知識で上回ってる」と記している。
19世紀には、マコーリーを中心とした大英帝国側により、近代的な教育が導入された。伝統的な教育は排除され、これ以後は衰退した。後にガンディーは、伝統的なインドの教育がこの時に破壊されたと歎いた、と伝えられている。

### 独立後
1947年の独立後、教育は州の責任においてなされることとなり、中央政府は、教育の技術的な統合の配慮と、教育の標準の確立、および高等教育を行うこととなった。この体制は1976年に、教育が州と中央政府の共同の責任のもとに行われると定められるまで続いた。

### 1976年以降
1976年の憲法改正により、教育は州と中央政府の共同の責任のもとに行われることとなった。州の教育担当機関と、中央政府の人材開発省教育庁とが、教育政策と教育計画を共同で作成し、責任を負うことが定められた。
その後1986年のNPE法と1992年のPoA法改正により、21世紀に入る前に14歳までの義務教育と非義務教育の機会がすべての子供に与えられることが目指された。インド政府はこれを、国内総生産の6%相当額を教育に充て、その半分を初等教育の整備に使うことで、2000年までに実現することを公約した。
1998年11月、ヴァージペーイー首相は大学認定委員会（University Grants Commission / UGC）と科学・産業学術協会（Council of Scientific & Industrial Research / CSIR）を設立し、「知識運搬網」（Vidya Vahini Network）と称して大学間の連携を強化する施策を実行した。

### 近年の特徴
基本的に点数で学生の能力を判断するインドの教育体制だが、近年は成績に関する悩みから学生が気力を喪失したり自殺したりするような事例が見られることから、創造力の育成や個性の開発といった点数主義に代わる教育体制が模索されている。特に近年ではインテルやマイクロソフトなどと言った大手企業からの求人が増え、教育体制が激化している。